# Konsulat Austrii w Gdańsku

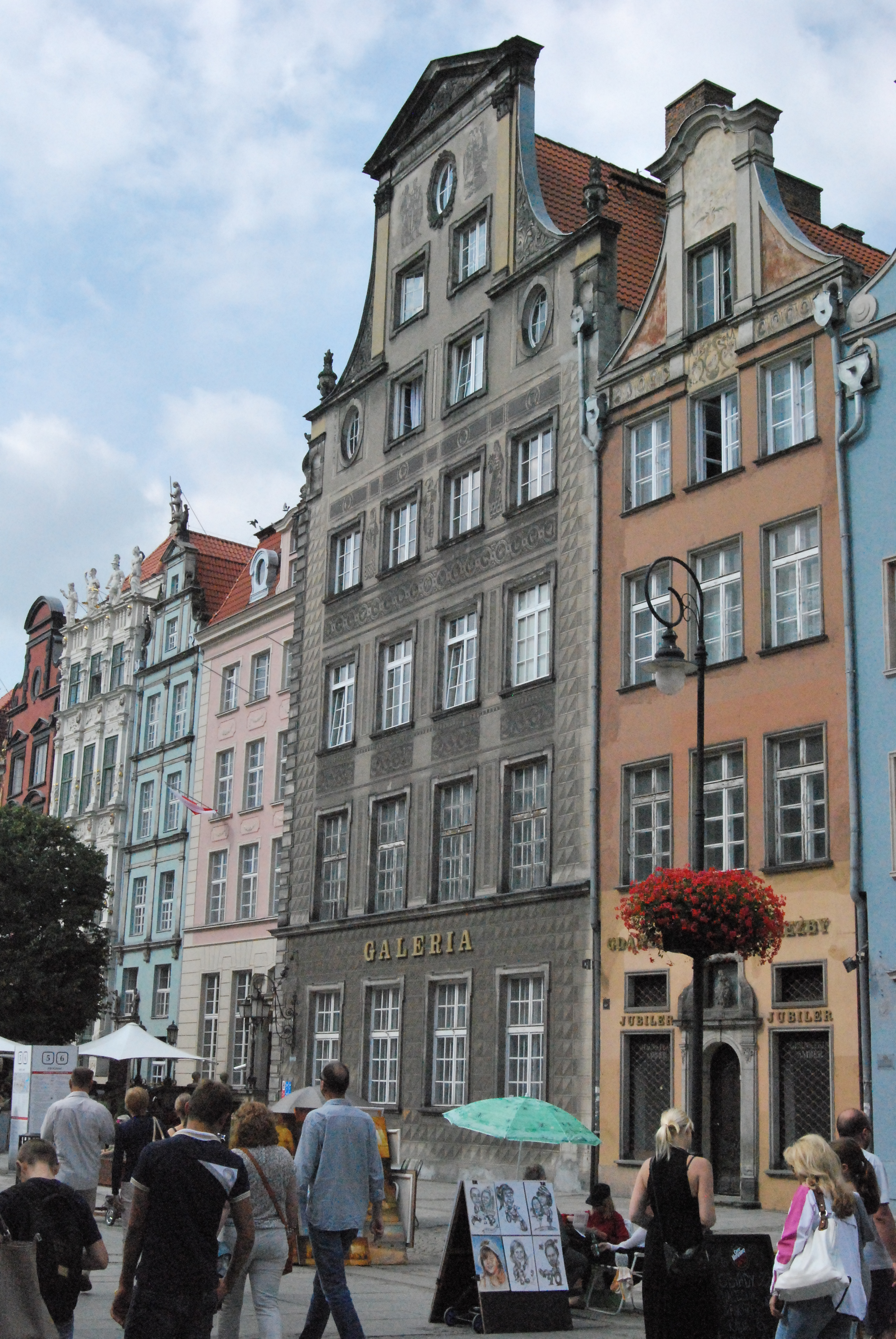
Była siedziba Konsulatu Austrii w Gdańsku przy Długim Targu 38 (1909-1931)

Konsulat Austrii w Gdańsku (niem. Konsulat von Österreich in Danzig, K. u. K. Österreichisch-Ungarisches Konsulat - Danzig, węg. Cs. es Kir. Osztrák-Magyar Konzulátus - Danzig) – austriacka placówka konsularna mieszcząca się w Gdańsku w latach 1829-1937.
Po zawarciu przez Austrię umowy z Węgrami, w okresie lat 1867-1918 konsulaty Austrii reprezentowały oba państwa, stosując nazwę Austro-Węgier.
Współcześnie istnieje konsulat przy ul.Stągiewnej 5/2, jest to konsulat honorowy.

## Kierownicy konsulatu
- 1832-1847 - Eduard Nikolaus Ritter von Henneberg, baron, konsul/konsul generalny (-1847)
- 1844 - Anton Franz Mathy, kierownik urzędu (gerent), przedstawiciel konsularny (1789[2]-1866)
- 1847-1850 - mjr Karl von Hein-Valdor, konsul (1795-1857)
- 1851-1868 - Cyprian von Kuksz, konsul generalny (1804-1873)
- 1869-1881 - Carl von Dragoritsch, konsul/konsul generalny (1816-1889)
- 1882-1883 - Gustav Ritter von Österreicher, konsul (1834-1911)
- 1883-1885 - Nathanael Georg Wilhelm Baum, konsul (1835–1885)
- 1885-1900 - Robert Wilhelm Otto, konsul (1832–1903)
- 1901-1907 - Ernst Poschmann, konsul (1849–1908)
- 1907-1908 - Ludwig Limann, konsul (1856-1908)
- 1908 - Carl Hirschfelder, kier. urzędu (gerent)
- 1908-1930 - Erich Gelhorn, konsul/konsul generalny (1876–1930)
- 1930 - Arno Mayer, wicekonsul
- 1930-1937 - Bruno Kurowski, konsul generalny (1879-1944)

## Siedziba
- 1839 - przy Große Wollwebergasse 1986, ob. ul. Tkacka
- 1844 - Große Hossennähergasse 683, nast. ul. Pończoszników 5, ob. Długie Pobrzeże 2
- 1867 - Krebsmarkt 4/5, ob. Targ Rakowy
- 1872 - Langenmarkt 14, ob. Długi Targ
- 1874-1880 - Hundegasse 105, ob. ul. Ogarna
- 1884 - Brotbänkergasse 39, ob. ul. Chlebnicka
- 1886-1900 - Melzergasse 4, ob. ul. Słodowników, konsulat
- 1902-1907 - z siedzibą w Danziger Privat-Actien-Bank w budynku z ok. 1770 przy Brotbänkergasse 37, ob. ul. Chlebnicka
- 1909-1931 - z siedzibą w Meyer & Gelhorn Bankhaus/Danziger Creditanstalt A.G. w kamienicy z poł. XVI w. przy Langer Markt 38, konsulat generalny
- 1932-1937 - Karrenwall 8, ob. ul. Okopowa, konsulat generalny honorowy